# Dillo
Dillo è un piccolo web browser multi-piattaforma.
È destinato in particolare ai computer più vecchi o più piccoli, e ai sistemi embedded. I cookie sono disabilitati di default. Dillo è disponibile per la maggior parte delle piattaforme compatibili POSIX, incluse Linux, BSD, Solaris e macOS. Per la sua leggerezza in termini di memoria Dillo è anche il browser prescelto per molte distribuzioni Linux attente allo spazio.
Dillo fu distribuito per la prima volta nel dicembre del 1999. È scritto in C e C++ con l'uso del toolkit grafico FLTK. Rilasciato sotto licenza GPL 3, Dillo è un software libero.

## Caratteristiche
Tra le funzionalità presenti ci sono la navigazione a schede, l'antialiasing del testo, il supporto a insiemi di caratteri diversi da Latin-1 e la ricezione di pagine con compressione HTTP. Il passaggio da GTK a FLTK da  ha anche rimosso molte dipendenze del progetto e ha reso Dillo più leggero sulla RAM del 50% (rispetto a Dillo 0.8.4). La versione ha anche migliorato la resa delle schede. Dillo 2 ha ancora un supporto nullo o parziale a CSS, JavaScript e Java. Anche il supporto per i frame è molto limitato: Dillo rende ogni frame un link, poi visualizza la porzione NOFRAMES della pagina in questione.

## Sviluppo
Secondo lo sviluppatore principale, Jorge Arellano Cid, non c'era abbastanza supporto dalle aziende che usavano Dillo nei loro prodotti, come nei sistemi embedded. Jorge affermò che Dillo non sarebbe stato messo in commercio senza un maggior supporto da parte delle aziende.
Il 30 agosto 2006 ci fu uno sforzo per trovare finanziatori aziendali.
Il 25 febbraio 2007 il progetto fu dichiarato congelato finché non fossero comparsi dei finanziamenti o dei nuovi sviluppatori.
Il 18 agosto 2008 il sito di Dillo annunciò che la prima versione basata su FLTK2 sarebbe stata disponibile alla fine di settembre o alla fine di ottobre 2008.
Il 14 ottobre 2008 fu distribuito Dillo 2.
L'8 settembre 2011 fu distribuito Dillo 3.
Il 30 giugno 2015 è stata pubblicata la versione 3.05.